# Хетаг (балет)
Хе́таг — балет Дудара Хаханова в 2 действиях, на либретто А. Хадарцевой по одноименной поэме К. Л. Хетагурова.
Премьера состоялась в 1979 году в Северо-осетинском музыкальном театре.

## Хореография
Хореограф-постановщик — Алексей Закалинский.